# Тисяча осяйних сонць
Тисяча осяйних сонць (англ. A Thousand Splendid Suns) — роман американського письменника афганського походження Халеда Госсейні, що вийшов 2007 року після великого успіху автора з дебютним бестселером 2003 року «Ловець повітряних зміїв».
Госсейні розглядає роман як «історію матерів та доньок» на відміну від «Ловця повітряних зміїв», який він вважає «історією батька і сина». У «Тисячі осяйних сонць» продовжуються деякі теми, які автор використовував у своїх попередніх роботах, але цього разу він зосереджується головним чином на жіночих персонажах та їхніх ролях у сучасному афганському суспільстві.

## Сюжет
Дві жінки — Маріам і Лейла — у часи високих технологій та розвитку цивілізації досі позбавлені будь-яких прав. Маріам — позашлюбна дочка заможного бізнесмена, яка з ранніх років відчула тягар життєвих негараздів і свою приреченість. Лейла ж, навпаки, виросла в любові, в родині, де була улюбленицею, і мріяла про яскраве та щасливе життя. Проте соціальне становище не має значення: ані багаті, ані бідні жінки не можуть вийти на вулицю без супроводу. Їхні долі розгортаються на тлі довготривалої війни в Афганістані, де автор показує події, що відбуваються під час вторгнення американських та радянських військ, а також знайомить читача з культурою та історією країни. Разом Маріам і Лейла пройдуть крізь біль та несподівані миті радості, і разом почнуть мріяти про щастя, до якого одного разу наважаться пробитися.

## Герої

### Головні
- Маріам
- Лейла
- Рашид
- Тарик

### Другорядні
- Нана
- Мулла Файзулла
- Джаліл
- Хакім
- Фаріба
- Хасіна
- Гіті
- Азіза
- Залмай